# Lijst van afleveringen van Yes, Dear
Dit is een lijst met afleveringen van de Amerikaanse televisieserie Yes, Dear. De serie telt zes seizoenen. Een overzicht van alle afleveringen is hieronder te vinden.

## Seizoen 1
| Nr. | Titel aflevering                                 | Uitzenddatum VS  |
| --- | ------------------------------------------------ | ---------------- |
| 1   | Pilot                                            | 2 oktober 2000   |
| 2   | Weaning Isn't Everything                         | 9 oktober 2000   |
| 3   | The Good Couple                                  | 16 oktober 2000  |
| 4   | You Wanna?                                       | 23 oktober 2000  |
| 5   | Father-in-Law                                    | 30 oktober 2000  |
| 6   | Greg's Big Day                                   | 6 november 2000  |
| 7   | Look Who's Not Talking                           | 13 november 2000 |
| 8   | Jimmy Gets a Job                                 | 20 november 2000 |
| 9   | Arm-prins                                        | 27 november 2000 |
| 10  | Talk Time                                        | 4 december 2000  |
| 11  | All I Want for Christmas Is My Dead Uncle's Cash | 18 december 2000 |
| 12  | Where There's a Will, There's a Waiver           | 8 januari 2001   |
| 13  | Jimmy's Jimmy                                    | 29 januari 2001  |
| 14  | Kiss and Yell                                    | 5 februari 2001  |
| 15  | The Big Snip                                     | 12 februari 2001 |
| 16  | Moon Over Kindergarten                           | 19 februari 2001 |
| 17  | Doctor, Doctor                                   | 26 februari 2001 |
| 18  | Greg: Don't Leave Home Without Him               | 12 maart 2001    |
| 19  | The Daddies Group                                | 19 maart 2001    |
| 20  | Mr. Fix It                                       | 9 april 2001     |
| 21  | Kim Just Wants to Have Fun                       | 16 april 2001    |
| 22  | No Room to Spare                                 | 30 april 2001    |
| 23  | Worst in Show                                    | 7 mei 2001       |
| 24  | Jimmy and the Amazing Technicolor Dream Boat     | 14 mei 2001      |

## Seizoen 2
| Nr. | Titel aflevering                         | Uitzenddatum VS   |
| --- | ---------------------------------------- | ----------------- |
| 1   | Who's on First                           | 24 september 2001 |
| 2   | Christine's Journey                      | 1 oktober 2001    |
| 3   | Guarding Greg                            | 8 oktober 2001    |
| 4   | Baby Fight Club                          | 15 oktober 2001   |
| 5   | The Ticket                               | 22 oktober 2001   |
| 6   | Halloween                                | 29 oktober 2001   |
| 7   | The Good Dad                             | 5 november 2001   |
| 8   | Kentucky Top Hat                         | 12 november 2001  |
| 9   | Guess Who's Not Coming to Dinner         | 19 november 2001  |
| 10  | Are We There Yet?                        | 26 november 2001  |
| 11  | A Complicated Plot                       | 17 december 2001  |
| 12  | One Fish, Two Fish, Dead Fish, Blue Fish | 7 januari 2002    |
| 13  | You're Out...of Dreams                   | 14 januari 2002   |
| 14  | Favorite Son                             | 28 januari 2002   |
| 15  | Walk Like a Man                          | 4 februari 2002   |
| 16  | Greg's New Friend                        | 25 februari 2002  |
| 17  | Room for Improvement                     | 4 maart 2002      |
| 18  | Johnny Ampleseed                         | 25 maart 2002     |
| 19  | Dances with Couch                        | 8 april 2002      |
| 20  | Greg's Promotion                         | 15 april 2002     |
| 21  | The Ring                                 | 22 april 2002     |
| 22  | Jimmy's Got Balls                        | 29 april 2002     |
| 23  | Vegas Vacation                           | 6 mei 2002        |
| 24  | Making Baby                              | 13 mei 2002       |

## Seizoen 3
| Nr. | Titel aflevering              | Uitzenddatum VS   |
| --- | ----------------------------- | ----------------- |
| 1   | Spanks, But No Spanks         | 22 oktober 2002   |
| 2   | Nitpicking                    | 30 september 2002 |
| 3   | Sammy's Independence Day      | 7 oktober 2002    |
| 4   | House of the Rising Son       | 14 oktober 2002   |
| 5   | Kim's New Nanny               | 21 oktober 2002   |
| 6   | Mr. Big Shot                  | 28 oktober 2002   |
| 7   | Wife Swapping                 | 4 november 2002   |
| 8   | Make Every Second Count       | 11 november 2002  |
| 9   | Jimmy Saves the Day           | 18 november 2002  |
| 10  | We're Having a Baby           | 25 november 2002  |
| 11  | Home Is Where the Heart Isn't | 16 december 2002  |
| 12  | Trophy Husband                | 6 januari 2003    |
| 13  | Space Jam                     | 20 januari 2003   |
| 14  | Let's Get Jaggy with It       | 3 februari 2003   |
| 15  | House of Cards                | 10 februari 2003  |
| 16  | Hustlin' Hughes               | 17 februari 2003  |
| 17  | Flirtin' with Disaster        | 24 februari 2003  |
| 18  | Savitsky's Beach House        | 10 maart 2003     |
| 19  | March Madness                 | 31 maart 2003     |
| 20  | Good Squirrel Hunting         | 14 april 2003     |
| 21  | Jimmy's Dumb                  | 28 april 2003     |
| 22  | Sorority Girl                 | 5 mei 2003        |
| 23  | Savitsky's Tennis Club        | 12 mei 2003       |
| 24  | When Jimmy Met Greggy         | 19 mei 2003       |

## Seizoen 4
| Nr. | Titel aflevering           | Uitzenddatum VS   |
| --- | -------------------------- | ----------------- |
| 1   | Natural Born Delinquents   | 22 september 2003 |
| 2   | Hooked on Comics           | 29 september 2003 |
| 3   | Spare Parts                | 6 oktober 2003    |
| 4   | Speed Dating               | 13 oktober 2003   |
| 5   | Big Brother-in-Law         | 20 oktober 2003   |
| 6   | Dominic's Buddy            | 27 oktober 2003   |
| 7   | Legoland                   | 3 november 2003   |
| 8   | The Day of the Dolphin     | 10 november 2003  |
| 9   | Jimmy and Chuck            | 17 november 2003  |
| 10  | A Bunch of Ice Holes       | 24 november 2003  |
| 11  | Pimpin' Ain't Easy         | 15 december 2003  |
| 12  | Who Done It?               | 5 januari 2004    |
| 13  | Greg Needs a Friend        | 12 januari 2004   |
| 14  | Big Jimmy Babysits         | 2 februari 2004   |
| 15  | Mama Said Knock You Out    | 9 februari 2004   |
| 16  | Dead Aunt, Dead Aunt...    | 16 februari 2004  |
| 17  | Greg and Jimmy's Criminals | 23 februari 2004  |
| 18  | The Owner's Suite          | 1 maart 2004      |
| 19  | The Premiere               | 22 maart 2004     |
| 20  | Kim and Gordon             | 19 april 2004     |
| 21  | A List Before Dying        | 3 mei 2004        |
| 22  | Couples Therapy            | 10 mei 2004       |
| 23  | Shirley Cooks with Love    | 17 mei 2004       |
| 24  | Living with Mr. Savitsky   | 24 mei 2004       |

## Seizoen 5
| Nr. | Titel aflevering               | Uitzenddatum VS  |
| --- | ------------------------------ | ---------------- |
| 1   | I Wish That I Had Sammy's Girl | 16 februari 2005 |
| 2   | Jimmy Has Changed              | 23 februari 2005 |
| 3   | Headshot                       | 2 maart 2005     |
| 4   | High School Reuion             | 9 maart 2005     |
| 5   | Greg's New Assistant           | 16 maart 2006    |
| 6   | Won't Ask, Won't Tell          | 30 maart 2005    |
| 7   | The New Neighbors              | 6 april 2005     |
| 8   | Tree Hugger                    | 13 april 2005    |
| 9   | Senior Olympics                | 20 april 2005    |
| 10  | A Little Breathing Room        | 25 april 2005    |
| 11  | Broken by the Mold             | 18 mei 2005      |

## Seizoen 6
| Nr. | Titel aflevering            | Uitzenddatum VS   |
| --- | --------------------------- | ----------------- |
| 1   | The Radford Reshuffle       | 14 september 2005 |
| 2   | Greg's a Mooch              | 21 september 2005 |
| 3   | Dominic's First Date        | 28 september 2005 |
| 4   | On Your Marks, Get Set, Mow | 5 oktober 2005    |
| 5   | Barbecue                    | 12 oktober 2005   |
| 6   | Jimmy from the Block        | 19 oktober 2005   |
| 7   | Baby, Baby Not              | 2 november 2005   |
| 8   | Jimmy the Teacher           | 9 november 2005   |
| 9   | Marital Aid                 | 23 november 2005  |
| 10  | Jimmy Sponsors a Vacation   | 14 december 2005  |
| 11  | Christine the Spy           | 11 januari 2006   |
| 12  | Quitters Never Dance        | 18 januari 2006   |
| 13  | The Guinness World Record   | 25 januari 2006   |
| 14  | The Limo                    | 1 februari 2006   |
| 15  | Should I Bring a Jacket?    | 15 februari 2006  |